# Sphaeralcea orcuttii
Sphaeralcea orcuttii är en malvaväxtart som beskrevs av J. N. Rose.. Sphaeralcea orcuttii ingår i släktet klotmalvor, och familjen malvaväxter. Inga underarter finns listade i Catalogue of Life.